# Супермен: Непобеждённый
Супермен: Непобеждённый — мультипликационный фильм, выпущенный сразу на видео и основанный на комиксах «Супермен против Брейниака» Джеффа Джонса о супергероях DC Comics. Является шестнадцатым в линейке Оригинальных анимационных фильмов вселенной DC (предыдущий — «Бэтмен: Возвращение Тёмного рыцаря», следующий — «Лига Справедливости: Парадокс источника конфликта»). Премьера фильма состоялась 7 мая 2013 года. Фильм получил рейтинг PG-13.

## Сюжет
Супергёрл пытается освободить Лоис Лейн, удерживаемую террористами. В конфликт вмешивается Супермен и освобождает возлюбленную. Позднее журналистка убеждает Кларка Кента обнародовать их отношения, но сообщение о падающим на Аризону метеорите заставляет Супермена отложить разговор. Космический объект оказывается роботом, которого Супермен побеждает и, обнаружив передающее устройство внутри, относит в Крепость Одиночества. Туда же прилетает Супергёрл и узнаёт в останках робота приспешника Брейниака.
Кара Зор-Эл рассказывает, что Брейниак уменьшил её город Кандор для своей коллекции и, по-видимому, собирается прилететь на Землю. Супермен определяет частоту передатчика и отправляется на поиски Брейниака. Его поиски привели на одну из планет, где Брейниак уже развернул свою деятельность по сбору информации. Супермен пытается помешать ему, но оказывается во власти инопланетянина. Очнувшись на корабле Брейниака, Супермен обнаруживает множество уменьшенных городов и даже солнечных систем. Войдя в контакт с Суперменом, Брейниак обнаруживает разумную жизнь на планете Земля и, уменьшив героя, отправляет его в Кандор. Там Супермен встречает своего дядю Зор-Эла и тетю Алуру, родителей Супергёрл. Они объясняют, что Брейниаку было поручено узнать всё о Вселенной. Будучи киборгом, он буквально интерпретировал свою задачу, но, поняв, что не может достичь этой цели, потому что жизнь продолжает меняться, Брейниак разрушает цивилизации после их изучения, чтобы они не могли измениться дальше, тем самым оставив ему буквально полное и актуальное знание о них. Используя роботов, Супермен сбегает с Кандора. Он временно обезвреживает Брейниака и вместе с миниатюризированным городом возвращается домой.
Брейниак восстанавливает силы и нападает на Землю. Несмотря на попытки Супермена и Супергёрл остановить его, инопланетянин уменьшает Метрополис и выпускает ракету, способную взорвать Солнце. Вспомнив об ограниченности мозга Брейниака, Супермен вырывает его из корабля, и они приземляются. Киборг испытывает умственное и физическое перенапряжение и взрывается. Тем временем Супергёрл догоняет ракету и предотвращает уничтожение Солнца. После восстановления Метрополиса и переноса Кандора на другую планету Супермен возвращается в редакцию «Daily Planet», где уже под личностью Кларка Кента делает Лоис Лейн предложение руки и сердца.

## Роли озвучивали
- Супермен — Мэтт Бомер
- Лоис Лейн — Стана Катич
- Брейниак — Джон Ноубл
- Супергёрл — Молли Куинн
- Стив Ломбард — Дидрих Бадер
- главарь террористов — Джейсон Бех
- Марта Кент — Фрэнсис Конрой
- Тара Ак-Вар — Мелисса Дисней[англ.]
- Джимми Олсен — Александр Гоулд
- Алура — Сирена Ирвин[англ.]
- Зор-Эл — Стивен Рут
- Перри Уайт — Уэйд Уильямс
- Рон Троуп — Майкл-Леон Вули[англ.]

## Номинации
- В 2014 году на премии «Behind the Voice Actors Awards» Молли Куинн[1] за озвучивание Супергёрл и Мэтт Бомер[2] за озвучивание Супермена были номинированы в категориях «Лучшая актриса озвучивания» и «Лучший актёр озвучивания» соответственно.[3]
- В 2014 году фильм был номинирован на премию «Золотая бобина» в категории «Лучший звуковой монтаж мультфильмов, выпущенных сразу на видео».[4]